# Lucas van de Poll

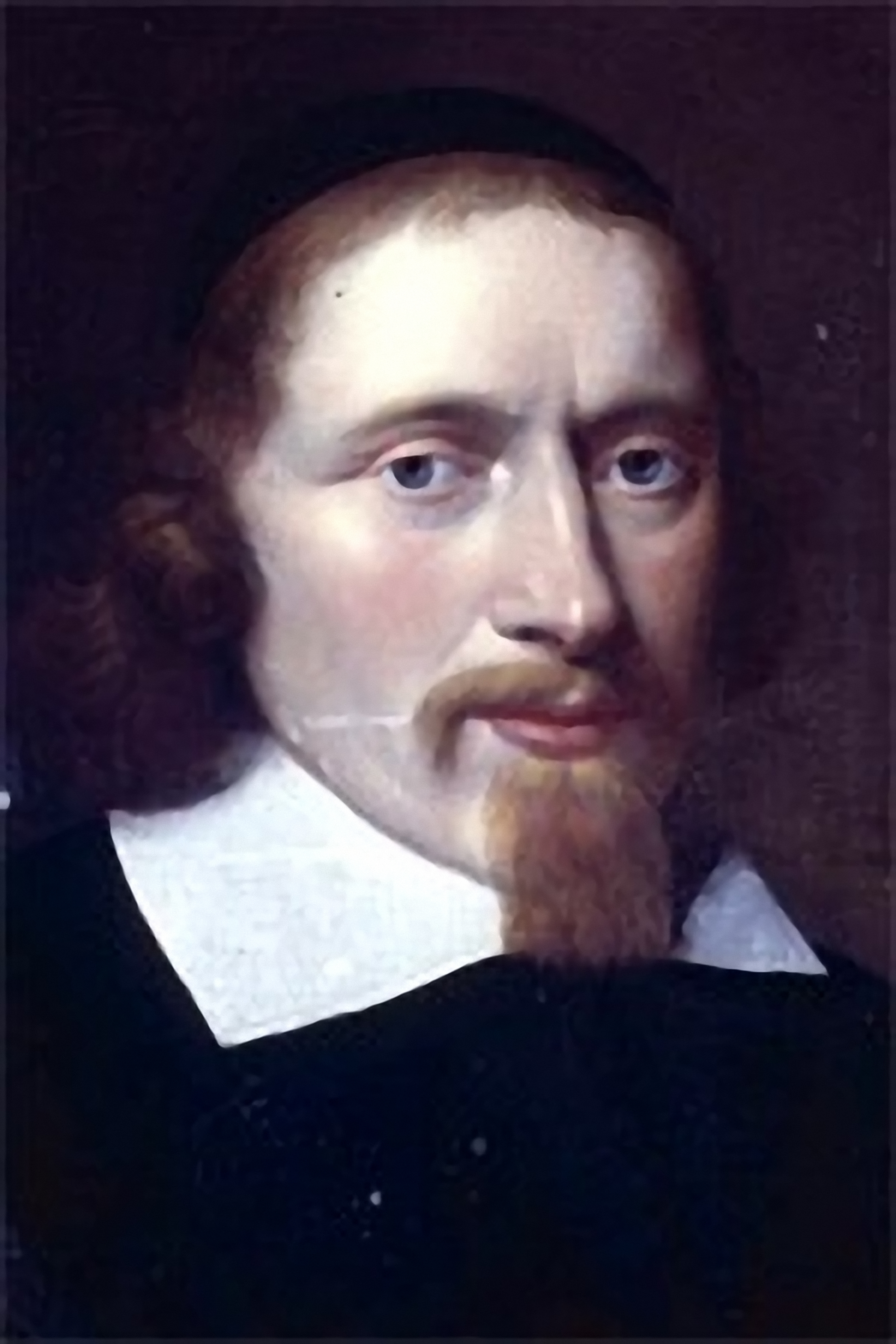
Lucas van de Poll

Lucas van de Poll (* 6. Februar 1630 in Utrecht; † 24. November 1713 ebenda) war ein niederländischer Rechtswissenschaftler. 

## Leben
Lucas van de Poll hatte ein Studium der Rechtswissenschaften an der Universität seiner Heimatstadt absolviert und wurde am 11. Dezember 1667 als Dozent an die juristische Fakultät aufgenommen. Nachdem er sich durch seine Vorlesungen der Instituten etabliert hatte, wurde er vom Magistrat der Universität am 24. Januar 1670 zum außerordentlichen Professor berufen, welches Amt er mit der Rede Dignitate et honore Jctorum veterum antrat. 
Gemeinsam mit Johannes Voet (1647–1713), wurde er am 11. Mai 1674 zum ordentlichen Professor ernannt und später wurde er Professor der Pandekten. Während dieser Zeit hatte er sich auch an den organisatorischen Aufgaben der Utrechter Hochschule beteiligt und war in den Jahren 1681, 1696 und 1705 Rektor der Alma Mater. Van de Poll hatte vor allem auf dem Gebiet des Völker und Erbschaftsrechts gearbeitet. Er ist auch als Dichter in Erscheinung getreten.
Seine im März 1671 geschlossene Ehe mit Gertrud ter Borch blieb kinderlos.

## Werke
- Oratio de Foedere Ultrajectino. Utrecht 1679
- Invict.... Regis Ludovici XIV.... Triumphus super adjecta.... Imperio ultrajectina 25 Jun. 1672. Ultraj. in plano. Men vindt voorts verscheidene gedichten van hem b.v.A. Matthaei de Nobilitate, Libri IV. Amsterdam 1686
- Verae Fidei Defensore dicta more solemni in Ill. Ac. Rheno-Trajectina. Utrecht 1689
- Laurus Hibernica Aug. Potent. Angliae, Scotiae, Franciae, et Hiberniae Regis, Gulielmi III. Cui, in Belgium reduci, Pöemate Heröico, Publice Dicto ... gratulatur L. van de Poll. Utrecht 1691
- Oratio de auspicatissima expeditione Wilhelmi III in Hyberniam ejusque felici adventu in Bataviam. Carmine heroico. Utrecht 1691
- Namurca expugnata consilio manu praesidio virtute Regis sine exemplo pii fortis inclyti Gulielmi Tertii Triumphatoris semper augusti Anno MDCXCV. Utrecht 1695
- De exhaereditatione et praeteritione Romana atque hodierna lieber singularis. Amsterdam 1700, 1712 (Online)